# Glenn Frey
Glenn Lewis Frey (født 6. november 1948 i Detroit i Michigan, død 18. januar 2016 i New York City) var en amerikansk sanger, guitarist og skuespiller. Han var et af originalmedlemmene i rockegruppen Eagles og skrev og sang selv flere af deres hits, som for eksempel “Lyin' Eyes". 

## Diskografi
- 1982 - No Fun Aloud
- 1984 - The Allnighter
- 1988 - Soul Searchin'
- 1992 - Strange Weather
- 1992 - Live
- 1995 - Solo Collection (samlealbum 1982 – 1995)

## Filmografi
- Miami Vice (TV-serie, sæson 1, episode 15, 1985)
- Let's Get Harry (1986)
- Wiseguy (TV-serie) (1987)
- South of Sunset (TV-serie) (1993)
- Jerry Maguire (1996)